# Andréia de Jesus
Andréia de Jesus Silva (Belo Horizonte, 28 de junho de 1978) é uma advogada, educadora infantil, servidora pública e política brasileira, filiada ao Partido dos Trabalhadores (PT). Atualmente exerce mandato na Assembleia Legislativa de Minas Gerais. É militante das Brigadas Populares e das lutas pela inclusão das mulheres, da juventude e da população negra, pelo transporte público gratuito e de qualidade, pela moradia digna e pela segurança cidadã.
Cresceu em Ribeirão das Neves, sua juventude foi marcada pela militância nas pastorais de Rua e Carcerária da Igreja Católica. Em sua atuação profissional foi trajetória profissional de empregada doméstica, diarista, balconista, operadora de telemarketing. Advogada, formada pela Faculdade de Direito Metodista Izabela Hendrix, cotista pelo Prouni. Foi assessora da Gabinetona, formado pelas vereadoras do PSOL Áurea Carolina e Cida Falabella na Câmara Municipal de Belo Horizonte, entre 2017 e 2018.
Filiada ao PSOL, disputou as eleições de 2018 com o apoio do coletivo MUITAS. Foi eleita com 17.689 votos a uma cadeira na ALMG. Tornou-se a primeira mulher preta a ser eleita para o legislativo mineiro, ao lado de Leninha Alves (PT) e Ana Paula Siqueira (REDE) também eleitas no mesmo pleito. Durante sua gestão, enviou um ofício pedindo explicações sobre a chacina cometida em Varginha pela Polícia Rodoviária Federal e a Polícia Militar em 30 de outubro de 2021 ao Ministério Público, à Ouvidoria de Polícia e à Secretaria de Estado de Justiça e Segurança Pública de Minas Gerais (Sejusp), ato que a levou sofrer ameaças e receber proteção do Estado.